# Stjärnan (biograf)
Nya Kinematografen var en biograf på Östra Hamngatan 29 i Göteborg, som öppnade 11 maj 1905 men döptes om till Stjernan/Stjärnan 10 juni (Det var stavningsreform i Sverige.) Stängde ca 1911. Ägare John Jansson; 20 oktober 1904: Ernst Odenius; slutet av 1904: Johny B. Schubach, Otto och Erik Montgomery; 18 februari 1909: Knut Husberg och Axel Reuterberg; 18 januari 1910: Efraim Jakobsson.